# Samsung Galaxy A21s
Samsung Galaxy A21s — Android-смартфон среднего класса, разработанный, продаваемый и производимый компанией Samsung Electronics в рамках серии Galaxy A.
Линия A21s состоит из SM-A217F, SM-A217F/DS, SM-A217F/DSN, SM-A217M и SM-A217M/DS. Ключевые обновления по сравнению с предыдущей моделью Samsung Galaxy A20s включают новый чипсет Exynos 850 и улучшенную настройку камеры. Он был анонсирован и выпущен в мае 2020 года.
По словам официальных лиц Samsung https://www.samsung.com, обновления ОС больше не поступают.
Будут получать обновления безопасности от Samsung и только системные обновления Google Play (Google).

## Технические характеристики

### Аппаратное обеспечение
Galaxy A21s оснащен 6,5-дюймовым ЖК-дисплеем PLS TFT Infinity O с разрешением HD+ 720 x 1600, соотношением сторон 20: 9, плотностью ~ 270 пикселей на дюйм. Размеры самого телефона 163,7 мм (6,44 дюйма) x 75,3 мм (2,96 дюйма) x 8,9. мм (0,35 дюйма) и весит 192 г (6,8 унции).В телефоне используется процессор Exynos 850 (8 нм) SoC (система на кристалле) с восьмиъядерным процессором (4 ядра Cortex-A55 по 2,0 ГГц и 4 ядра 2,0 ГГц). Процессор Cortex-A55) и графический процессор Mali-G52. Телефон поставляется с 3 ГБ, 4 ГБ или 6 ГБ ОЗУ, а также с 32 ГБ, 64 ГБ или 128 ГБ встроенной памяти, которую можно расширить с помощью карты microSD до 512 ГБ. Он поставляется с несъемным Литий-полимерный аккумулятор емкостью 5000 мАч для зарядки с помощью устройства быстрой зарядки мощностью 15 Вт. Он также имеет датчик отпечатков пальцев на задней панели.

### Камеры
Samsung Galaxy A21s имеет четыре камеры, расположенные в форме буквы «L», расположенные в углу с прямоугольным выступом, как у iPhone 11 и Pixel 4. Массив состоит из широкоугольной камеры на 48 Мп, широкоугольной камеры на 8 Мп. сверхширокоугольная камера, 2-мегапиксельная макрокамера и 2-мегапиксельный датчик глубины. Он также имеет одну фронтальную камеру на 13 Мп, которая находится в небольшом отверстии на передней панели экрана. Задние камеры могут записывать видео до 1080p со скоростью 30 кадров в секунду. Фронтальные камеры могут снимать 1080p со скоростью 30 кадров в секунду.

### Программное обеспечение
Galaxy A21 изначально поставлялся с Android 10 и One UI 2.5; текущая версия поставляется с Android 12 и One UI 4.1. В телефоне есть Samsung Knox 3.8 для дополнительной безопасности системы.

## История
- Samsung Galaxy A21s был анонсирован и выпущен в мае 2020 года[5].
- В августе 2021 года выяснилось, что Samsung продала более 10 миллионов единиц Samsung Galaxy A21s.